# تپه سوزگران
تپه سوزگران مربوط به هزاره ۳و۲ قبل از میلاد - دوران‌های تاریخی پس از اسلام است و در شهرستان شمیرانات، بخش لواسانات، روستای راحت آباد واقع شده و این اثر در تاریخ ۱ مهر ۱۳۸۲ با شمارهٔ ثبت ۱۰۳۸۶ به‌عنوان یکی از آثار ملی ایران به ثبت رسیده است.